# Michael J. Anderson
Michael John Anderson (Denver, 31 oktober 1953) is een Amerikaans acteur. Hij valt vooral op door zijn lengte: slechts 1,09 meter. Zijn bekendste rol is The Man from Another Place in de cultserie Twin Peaks.

## Biografie
Michael J. Anderson werd geboren met een vorm van achondroplasie, een ziekte die ervoor zorgt dat ledematen niet volgroeien. Ook leidt hij aan de botziekte osteogenesis imperfecta. Hij was ruim 20 toen hij voor het eerst liep. In 1984 was hij het onderwerp van een documentaire; Little Mike.
Anderson werkte voor NASA als een computerexpert. Ook trad hij in lokale New Yorkse clubs op met een eigen band, Wayward Gene and the Natural Selection. In 1987 had hij een rol in de dwergenfilm The Great Land of Small. In datzelfde jaar ontmoette hij regisseur David Lynch, die hem een paar jaar later zou benaderen voor de serie Twin Peaks. Ook is Anderson te zien in de prequel Twin Peaks: Fire Walk With Me.
In de periode na Twin Peaks was Anderson te zien in diverse films en series. Hij speelde onder mee in afleveringen van Star Trek: Deep Space Nine, The X-Files en Charmed. In de film Mulholland Drive van Lynch heeft Anderson een lichaamsprothese, waardoor hij de rol van een normaal volgroeide man kon spelen. In de series Port Charles en Carnivàle had Anderson een vaste terugkerende rol.